# صومعه گودارخی
صومعه گودارخی (به گرجی: გუდარეხის მონასტერი) یک صومعه در گرجستان است که در شهرداری تتری تسقارو واقع شده‌است.